# Monterrey

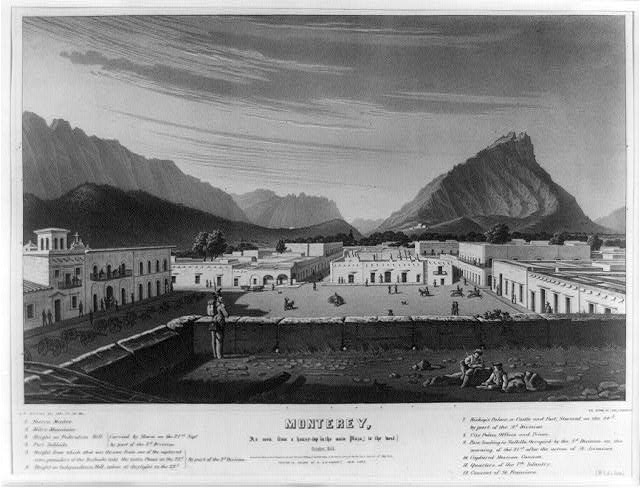
Monterrey in 1846

Monterrey is een industriestad in het noordoosten van Mexico. Het is de hoofdstad van de deelstaat Nuevo León en het belangrijkste economische centrum van Noord-Mexico. In de stad Monterrey wonen 1.109.171 mensen (census 2015). De agglomeratie Monterrey bestaat uit de stad Monterrey samen met de acht gemeentes San Pedro Garza García, San Nicolás de los Garza, Guadalupe, Escobedo, Apodaca, García, Juárez en Santa Catarina. In totaal heeft de agglomeratie Monterrey 3,6 miljoen inwoners en het is daarmee de derde agglomeratie van Mexico na Mexico-Stad en Guadalajara.

## Geschiedenis
Monterrey, dat ligt in een dal omgeven door bergachtig gebied in Noordoost-Mexico, was in het begin ver af van de koloniale centra van de Spanjaarden, die zich bevonden in het midden en westen van het onderkoninkrijk Nieuw-Spanje. Dit gebied was in 1550 nog onontgonnen. Er werden twee expedities ondernomen om er een nederzetting te stichten, die beide mislukten binnen enkele jaren. De eerste expeditie werd geleid door een Portugese priester Alberto del Canto. De nederzetting die hij in 1577 stichtte, heette Santa Lucía. In 1582 werd bij een tweede expeditie San Luis Rey de Francia gesticht door de eveneens Portugese Luis de Carvajal y de la Cueva, de eerste kolonist van het Nieuwe Koninkrijk van León (de huidige staat Nuevo León). Hij werd echter tegengewerkt door de Spaanse inquisitie en de vervolging van de Sefardische Joden die zich onder zijn kolonisten bevonden. De definitieve stichting van Monterrey vond plaats op 20 september 1596 door Diego de Montemayor. Hij gaf zijn stad de naam Ciudad Metropolitana de Nuestra Señora de Monterrey, ter ere van Don Gaspar de Zúñiga y Acevedo, graaf van Monterrey (in de Spaanse provincie Galicië), de toenmalige onderkoning van Nieuw-Spanje.
Hoewel Monterrey vanaf het begin de hoofdstad was van het Nieuwe Koninkrijk Léon, bleef het gedurende de volgende eeuwen niet meer dan een dorp. Pas aan het eind van de negentiende eeuw zou de stad door de toenemende industrialisering beginnen te groeien. In 1905 telde het nog nauwelijks 80000 inwoners.
Tijdens de Spaanse overheersing was Monterrey de stad waardoorheen de handel tussen San Antonio (tegenwoordig in Texas), Tampico en Saltillo plaatsvond. Vanuit de haven van Tampico werden producten uit Europa ingevoerd, terwijl via Saltillo de handel van de noordelijke gebieden met Mexico-Stad gebeurde. San Antonio was het handelscentrum voor Monterrey met de noordelijke buitenlandse (Franse en Britse) koloniën.
Na de onafhankelijkheidsoorlog werd Monterrey het belangrijkste economische centrum van het nieuw gevormde land, wat vooral mogelijk was door zijn economische binding met zowel Europa, de Verenigde Staten en de hoofdstad Mexico-Stad. Wel was er gedurende de eerste 50 jaar van de onafhankelijkheid veel onrust door twee Amerikaanse invasies en een secessie-oorlog. Monterrey werd de hoofdstad van de staat Nuevo León, die tijdens zijn pogingen om onafhankelijk te worden de staat Coahuila annexeerde.
Monterrey werd in midden 1846 tijdens de Amerikaans-Mexicaanse Oorlog bezet door de Amerikanen. In 1848 werd het weer teruggegeven aan Mexico. Van 3 april tot 5 augustus 1864 was Monterrey hoofdstad van de regering van Benito Juárez, die achternagezeten werd door de keizerlijke troepen van Maximiliaan en het Franse leger.
In het laatste decennium van de negentiende eeuw werd Monterrey verbonden met andere belangrijke steden door spoorlijnen. Hiervan profiteerde de industrie. Ook werden in die tijd vroege pogingen ondernomen tot de oprichting van een universiteit.
In 1943 stichtte Eugenio Garza Sada het ITESM (Instituto Tecnologico y de Estudios Superiores de Monterrey) dat heden ten dage beschouwd wordt als de belangrijkste zakenschool van Latijns-Amerika en tevens een van de belangrijkste universiteiten van Mexico.
In de jaren zeventig van de vorige eeuw werd Monterrey opgeschrikt door acties van linkse guerrillagroepen, die enkele vooraanstaande zakenlieden vermoordden. Nog ingrijpender was in 1988 de orkaan Gilbert, die een deel van de stad onder water zette, veel economische schade veroorzaakte en tientallen doden tot gevolg had.
In de jaren 80 en 90 van de vorige eeuw viel de Monterreyse krant El Norte op door zijn inspanningen om corruptie van de overheid aan de kaak te stellen en zijn principes van onafhankelijke journalistiek.
In 2002 vond in Monterrey het "Forum for Economic Development" plaats, georganiseerd door de Verenigde Naties. Meer dan 50 staatshoofden namen aan deze conferentie deel, waaronder de Amerikaanse president George W. Bush en de Cubaanse president Fidel Castro.

## Geografie
Monterrey ligt op 25° 40′ Noorderbreedte en 100° 18′ Westerlengte, ongeveer even zuidelijk als het zuiden van Marokko of Algerije en even westelijk als het midden van de Verenigde Staten.

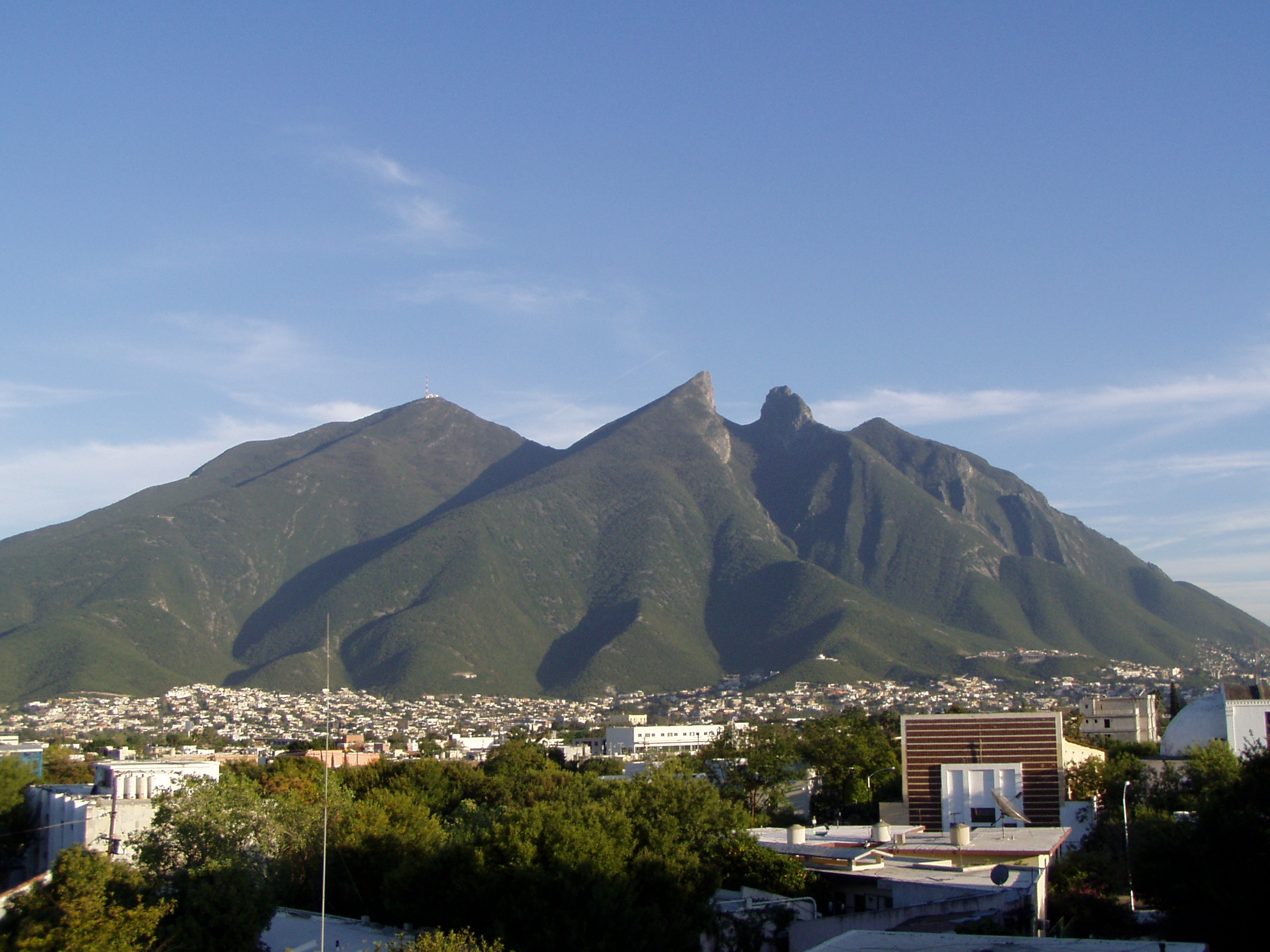
De bekendste berg rondom Monterrey: de Cerro de la Silla

Het meest in het oog springende geografische kenmerk van Monterrey is dat de stad volledig omgeven is door bergen. Ze heeft in Mexico dan ook de bijnaam La Ciudad de las Montañas (Bergstad) en om dezelfde reden is het bijvoeglijk naamwoord voor de regio rondom Monterrey Regiomontana. Verder gaat door Monterrey de rivier Santa Catarina, die echter bijna het hele jaar droog ligt.
De bergen rondom de stad hebben suggestieve namen, meestal geïnspireerd door hun vorm. Ten zuiden van Monterrey nabij de voorstad San Pedro Garza García bevindt zich de bergrug de Sierra Madre Oriental ("Oostelijke Moederheuvelrug"). Een kleine dode vulkaan, de Cerro del Topo ("Molheuvel") en een wat kleinere berg de Topo Chico ("Jongensmol") liggen in de voorstad San Nicolás de los Garza. Ten westen van de stad richt zich de Cerro de las Mitras ("Mijtersberg") op. De Loma Larga ("Lange Heuvel") ligt ten zuiden van de rivier Santa Catarina en scheidt Monterrey van San Pedro Garza García. Ten noorden van de rivier ligt de piek van de Cerro del Obispado ("Berg van het Bisschoppelijk Paleis"), inderdaad nabij het Bisschoppelijk Paleis (Obispado) van Monterrey, waar een grote vlag op de top van de Mirador del Obispado ("Uitkijkpunt van het Bisschoppelijk Paleis") de omgeving markeert. Het bekendst is wel de Cerro de la Silla ("Zadelberg"), die het stadsbeeld naar het oosten domineert.

## Industriestad
Monterrey staat bekend om zijn vele industrieën, vooral bier, financiën, glas en staal. De biermerken Carta Blanca, Bohemia, Sol, Casta, Indio, XX en Nochebuena worden er geproduceerd (de meeste hiervan door de Cervecería Cuauhtémoc Moctezuma). Een van de belangrijkste glasfabrieken van Noord-Amerika, Vitro bevindt zich in Monterrey. Ook hebben Cemex en Banorte er hun hoofdkwartier. Cemex (Cementos Mexicanos) is een wereldwijd conglomeraat van cement, beton en andere bouwmaterialen. Banorte is de enige grote Mexicaanse bank die in handen is van Mexicanen. De staalindustrie werd vertegenwoordigd door de Fundidora ijzerfabriek. Dit bedrijf ging midden jaren 80 failliet. De resten van de fabriek werden omgevormd tot het bekende Parque Fundidora. Andere bedrijven uit Monterrey zijn Maseca (maïsmeel), Bimbo (voedingsmiddelen), Alestra (telefonie en internet), Galletera Mexicana (koekjes), Industrias Monterrey (bouwmaterialen van plastic, staal en aluminium), Multimedios Estrellas de Oro en Grupo Reforma (televisiestations).

## Vervoer in en naar Monterrey
Monterrey heeft sinds 1991 een eigen metro, die uit twee lijnen bestaat met een totale lengte van 31,5 kilometer. Verder is het vervoer in de stad geregeld met bussen en zijn er erg veel groene taxi's. Monterrey heeft twee vliegvelden, waarvan de belangrijkste de Internationale luchthaven Mariano Escobedo is (met IATA-luchthavencode MTY). De andere heet Aeropuerto del Norte.

## Bezienswaardigheden
Vanwege zijn industriële en commerciële inslag is Monterrey bepaald niet een grote toeristische trekpleister van Mexico. Toch heeft de stad een aantal bezienswaardigheden.
- La Macroplaza, het centrale stadsplein, dat met zijn 40 hectare het op een na grootste plein ter wereld is. Dit stadsplein is in de jaren 1990 gerealiseerd door een aantal huizenblokken te slopen. Nu geeft het plein de ambitie en historie van de stad weer. Aan het plein staat de kathedraal die stamt uit de koloniale tijd, maar ook de Faro del Comercio, een bijna 70 meter hoge rode zuil, die 's avonds en 's nachts groene laserstralen over Monterrey stuurt.
- El Palacio del Obispado, het bisschoppelijk paleis, tegenwoordig een museum dat over de omstreken van Monterrey gaat (Museo Regional de Historia).
- El Museo de Arte Contemporáneo, ook wel Museo Marco, museum voor moderne kunst gelegen aan het Macroplaza.
- El Museo de Historia Mexicana, tentoonstellingen over onder andere de Maya's, maar ook over modernere Mexicaanse geschiedenis.
- La Cervecería Cuauhtémoc Moctezuma, de beroemdste bierbrouwerij van Monterrey, onderdeel van Heineken sinds 2010. Dit zijn negentiende-eeuwse gebouwen, waarin een museum over het maken van bier is gevestigd en tevens het een museum over honkbal (Salón de la Fama del Béisbol en México).
- El Barrio antiguo, het oude centrum van Monterrey, ligt naast het Macroplaza. Tegenwoordig is het de uitgaansbuurt voor de Monterreyse (rijke) jongeren. Er zijn veel disco's, cafés en restaurants. Elk jaar in november is er het Festival Cultural Barrio Antiguo waar artiesten uit verschillende delen van de wereld op af komen.
- El Parque Fundidora, enorm park op de plek waar de oude Fundidora ijzerfabriek stond. Sommige fabrieksgebouwen en ijzerconstructies zijn er nog te bewonderen. Men heeft o.a een bijna complete hoogoven (Altos Hornos #3) opgeknapt en ingericht als museum.
- El Río Santa Catarina, die ondanks zijn benaming río (rivier) bijna voortdurend droog is. Op de plek van deze rivier liggen honkbal- en voetbalvelden en een renbaan. In het weekend houden lokale kooplieden er een markt onder El Puente del Papa (Pausbrug).
- Las Grutas de García, verborgen grotten in de Sierre Madre Oriental.
- El Parque Nacional de Chipinque, een natuurpark waar men kan wandelen over de paden op de Sierra Madre Oriental.
- De Ruta Escultórica del Acero y del Cemento met 9 monumentale sculpturen van Mexicaanse en internationale beeldhouwers

## Onderwijs
De beroemdste universiteit van Monterrey is het Instituto Tecnologico y de Estudios Superiores de Monterrey (ITESM), het grootste onderwijsconglomeraat van Latijns-Amerika met 33 campussen en vele samenwerkingsverbanden met universiteiten in Amerika, Europa en Azië. Verder zitten in Monterrey enkele faculteiten van de Universidad Autónoma de Nuevo León (UANL), ook een van de meest prestigieuze universiteiten van Latijns-Amerika. Behalve deze twee zijn er nog enkele universiteiten, waarvan de Universidad de Monterrey (UdeM) de belangrijkste is.

## Sport
Monterrey heeft twee voetbalclubs: de CF Monterrey, onder de bevolking bekend als Rayados, en de Tigres UANL van de Universidad Autónoma de Nuevo León. De Rayados spelen in het stadion (Estadio Tecnológico) van de andere belangrijke universiteit ITESM en de Tigres in een stadion van het UANL. Veel wedstrijden van het wereldkampioenschap voetbal van 1986 werden in Monterrey gehouden.
Na voetbal is honkbal de populairste sport onder de bevolking. Het kwam op in het begin van de twintigste eeuw en was toen zelfs populairder dan voetbal. De Sultanes de Monterrey zijn altijd een van de sterkste teams in de Mexicaanse honkbal league en zijn ook drie keer kampioen geweest van het wereldkampioenschap voor de jeugd (Little League World Tournament). Verder worden er ook wedstrijden van de Major League gehouden.
Monterrey heeft verder nog een professionele teams van basketbal (Fuerza Regia), Amerikaans voetbal (Titanes de Monterrey) en zaalvoetbal (La Furia de Monterrey).
In het Fundidora Park wordt sinds 2001 jaarlijks een Champcar Race (vergelijkbaar met de Formule 1) gehouden.
Sinds 2009 is er ook jaarlijks een WTA-tennistornooi in Monterrey. Onder andere Marion Bartoli en Anastasia Pavlyuchenkova staan op de erelijst.

## Lokale Cuisine
De Monterreyse keuken bestaat uit veel gebraden vlees. Een bekend gerecht heet machacado con huevo, wat letterlijk "versnipperd met ei" betekent. Het bestaat uit gedroogd vlees met ei en een saus. Een traditioneel gerecht heet cabrito al pastor ("geitje van de herder"), een geit gekookt op gloeiende kolen. Dit gerecht is gebaseerd op de Joodse keuken van de stichters van de stad.

## Stedenband
- Guadalajara (Mexico)
- Dallas (Verenigde Staten)

## Geboren
- Servando Teresa de Mier (1765-1827), onafhankelijkheidsstrijder
- Valentín Canalizo (1794-1850), president van Mexico (1843-1844)
- Alfonso Reyes (1889-1959), dichter
- Eugenio Garza Sada (1892-1973), zakenman en filantroop
- Consuelo Morales Elizondo (1948), directeur van Ciudadanos en Apoyo a los Derechos Humanos
- Ricardo Salinas Pliego (1956), zakenman
- Raúl Alcalá (1964), wielrenner
- Edith González (1964-2019), actrice
- Manuel Uribe (1965-2014), zwaarste man ter wereld
- Adalberto Madero (1969), burgemeester en voormalig senator
- Marcela Bovio, zangeres en violist
- Aldo de Nigris (1983), voetballer
- Israel Jiménez (1989), voetballer
- Hiram Mier (1989), voetballer
- Giovani dos Santos (1989), voetballer
- Melissa Barrera (1990), actrice
- Jonathan dos Santos (1990), voetballer
- Esteban Gutiérrez (1991), autocoureur
- Sofía Arreola (1992), wielrenster
- Sofía Reyes (1995), zangeres

Apodaca · Escobedo · García · Guadalupe · Juárez · Monterrey · Santa Catarina · San Nicolás de los Garza · San Pedro Garza García